# Американский университет
Американский университет — американский частный гуманитарный университет, расположенный в городе Вашингтоне.

## История
Американский университет был создан в Округе Колумбия актом Конгресса 5 декабря 1892 года, в основном за счёт усилий методистского епископа Джона Флетчера Хёрста. Университет был официально открыт 15 мая 1914 года. Первые занятия начались 6 октября того же года, когда были зачислены 28 студентов (19 из них были зачислены на последипломные программы, 9 вольнослушателями). Первый выпуск состоялся 2 июня 1915 года. Второй выпуск состоялся 2 июня 1916, тогда диплом получили один магистр и два доктора философии.